# Sint-Egbertuskapel (Schiermonnikoog)
De Sint-Egbertuskapel is een monumentale rooms-katholieke kapel aan de Badweg op Schiermonnikoog.
De kapel werd ontworpen door de Groninger architect Antonius Theodorus van Elmpt en werd in 1915 gebouwd. De kapel is gebouwd in een rationalistische stijl, uit de eerste helft van de 20e eeuw. De kapel heeft een kruisvorm, waarbij beide zadeldaken elkaar kruisen. Op de kruising van beide daken is een dakruiter aangebracht waarin een luidklok hangt. Aan de achterzijde bevindt zich een apsis en aan de voorzijde een voorportaal. De kapel is vrijwel intact gebleven. In de glas-in-loodramen zijn de christelijke symbolen als een duif en een wijnkelk verwerkt. De kapel werd gewijd aan Sint-Egbertus. Sinds de late jaren 2000 is de kapel door de jezuïeten geadministreerd.
De kapel is erkend als een rijksmonument.

## Vakantiekolonie
Naast de kapel werd rond 1921 een vakantiehuis gebouwd, dat dienstdeed als rooms-katholieke vakantiekolonie en deel uitmaakte van het complex van Sint-Egbertus. Na 1940 kwam het kinderhuis in andere handen, maar bleef tot 1967 dienstdoen als vakantiekolonie. In 1967 werd er van het kinderhuis een hotel gemaakt, hotel Egbertsduin, dat gekocht werd door een Duitse welzijnsinstelling Caritas. In 2003 verkocht Caritas het hotel. In 2004 kwam het hotel in handen van de Stichting Philadelphia, die het in 2009, vanwege financiële problemen, te koop heeft gezet.